# 10237 Adzic
10237 Adzic eller 1998 SJ119 är en asteroid i huvudbältet som upptäcktes den 26 september 1998 av LINEAR i Socorro County, New Mexico. Den är uppkallad efter Vladislav Adzic.
Asteroiden har en diameter på ungefär 2 kilometer.